# Torre de Benizahat
La Torre de Benizahat, situada en la calle Trinidad, 18, en la localidad de Vall de Uxó, en la comarca de la Plana Baja, Castellón, es una torre defensiva declarada, genéricamente, como Bien de interés cultural, con anotación ministerial R-I-51-0012130, y fecha de anotación 30 de mayo de 2008.

## Descripción histórica-artística
La torre es lo único que queda de la antigua alquería de Benizahat, de la que se conocen también, su necrópolis y un aljibe, los cuales se sitúan en la plaza de la Asunción, siendo la única torre que está en el interior de la ciudad.
Con la invasión musulmana se establecieron alrededor del río Belcaire unas doce alquerías, independientes unas de otras, contando con cementerio, zona industrial y agrícola propias; seis de ellas se ubicadas donde está actualmente la localidad, eran las alquerías de: Benigasló, Alcudia, Benigafull, Zeneja, Benizahat y Zeneta.
Las otras seis alquerías desaparecieron o dieron origen a otras poblaciones como Alfondeguilla. Este conjunto de pequeñas poblaciones se organizaban política y jurídicamente bajo la protección del Castillo a través de un Hins, donde la aljama o representantes de las alquerías garantizaban la seguridad del valle, dependiendo del Amán de Valencia, todo esto quedó establecido en la Carta Pobla de 1250.
La situación se mantuvo durante la baja Edad Media, mientras La Vall formó parte del dominio real, al cual puso fin el rey Alfonso el Magnánimo el año 1436, cuando dio a su hermano Enrique varios lugares y villas entre las que se encontraba La Vall d´Uixó. Esta donación se convirtió en señorío hasta que ya en pleno siglo XIX éstos fueron abolidos.
Según el libro del Repartimiento se dice que la torre de Benizahat era donada el 1 de octubre de 1248, a Ramón Despedriz y a su esposa.
Con la expulsión de los moriscos en 1609, se produce una gran despoblación de la zona. Para conseguir que volviera población, los duques establecieron en 1612, contratos de repoblación con gentes venidas del Maestrazgo de Montesa.
La torre tiene planta en forma de L, con una planta baja y dos alturas, así como una terraza inclinada rematada en teja. Por su parte, el interior de la torre estaba acondicionada como vivienda particular y lo único que destaca es la escalera de caracol para acceder a las plantas superiores.
En su construcción se empleó mampostería y ladrillo. Destacan los balcones de la primera planta. En la última planta hay un gran hueco abierto rematado por un arco.